# Juniperus recurva
Juniperus recurva, el enebro llorón, es una especie de árbol o arbusto perteneciente a la familia de las Cupresáceas. Es originaria del Himalaya, desde el norte de Pakistán hacia el este alcanzando el oeste de Yunnan en el suroeste de China. Crece a 3.000-4.000 m de altitud.

## Descripción
Es un gran arbusto o árbol que alcanza 6-20 m de alto (raramente 25 m), con un tronco de hasta 2 m de diámetro y de corona ampliamente cónica o redondeada, o irregular. Las hojas son aciculares, de 5-10 mm de largo, dispuestas en seis filas en verticilos de 3 hojas. Los estróbilos son parecidos a bayas, de globosos a ovoides, 5-10 mm de largo y 4-7 mm de diámetro, de un brillante negro azulado, y contiene una semilla; maduran en alrededor de 18 meses. Los conos masculinos son de 3-4 mm de largo, y vierten su polen a principios de la primavera. Es en gran medida monoico con polen y conos de semillas producidos en las mismas plantas.

## Taxonomía
Juniperus recurva fue descrita por Buch.-Ham. ex D.Don y publicado en Prodromus Florae Nepalensis 2: 55. 1825.
Etimología
Juniperus: nombre genérico que procede del latín iuniperus, que es el nombre del enebro.
recurva: epíteto latíno que significa "curvada hacia atrás"
Subespecies y variedades
Hay dos variedades, tratadas como especies distintas por algunos botánicos:
- Juniperus recurva var. recurva - hojas mayormente 5-8 mm. Por toda la zona de distribución.
- Juniperus recurva var. coxii - hojas mayormente 7-10 mm. Confinado al Himalaya oriental en los lugares de mucha pluviosidad.

Juniperus recurva se planta como árbol ornamental en Europa occidental, donde se valora por sus ramos llorones, particularmente colgantes en el cultivar 'Castlewellan'.
Sinonimia
- Juniperus butanensis Wender.
- Juniperus canescens Wall. ex Gordon
- Juniperus incurva Buch.-Ham. ex Endl.
- Juniperus lambertiana Wall. ex Endl.
- Juniperus lorulasi K.Koch
- Juniperus nepalensis Rinz. ex Gordon
- Juniperus procumbens Siebold ex Lindl.
- Juniperus recurva var. recurva
- Juniperus recurva var. tenuifolia Spach
- Juniperus recurva var. uncinata R.P.Adams
- Juniperus religiosa Royle
- Juniperus repanda Carrière
- Juniperus squamosa Buch.-Ham. ex Wall.
- Juniperus uvifera Loudon
- Sabina recurva (Buch.-Ham. ex D.Don) Antoine
- Sabinella recurva (Buch.-Ham. ex D.Don) Nakai[5][6]